# Вулиця Родини Кістяківських
Вулиця Родини Кістяківських — вулиця в Голосіївському районі міста Києва, масив Теремки. Пролягає від вулиці Архітектора Дяченка до вулиці Соломії Павличко (фактично на 2022 рік прокладено лише частину вулиці протяжністю 450 м).
Прилучаються бульвар Тадея Рильського, вулиці Братів Шеметів та Сім'ї Холодних.

## Історія
Виникла наприкінці 2010-х під проєктною назвою вулиця Проєктна 12967. Сучасна назва — з 2019 року, на честь родини видатних науковців Кістяківських — Олександра Федоровича, Олександра Богдановича, Володимира, Богдана, Ігоря, Георгія. Родина Кістяківських регулярно перебувала в дачному селищі Боярка, що розташоване неподалік. 
Усі будинки на вулиці належать до ЖК «Respublika».